# قرار مجلس الأمن التابع للأمم المتحدة رقم 1554
قرار مجلس الأمن التابع للأمم المتحدة 1554، المتخذ بالإجماع في 29 يوليو / تموز 2004، بعد إعادة التأكيد على جميع القرارات بشأن أبخازيا وجورجيا، ولا سيما القرار 1524 (2004)، مدد المجلس ولاية بعثة مراقبي الأمم المتحدة في جورجيا حتى 31 يناير 2005.

## القرار

### أعمال
رحب مجلس الأمن بالجهود السياسية المبذولة لحل الوضع، ولا سيما «المبادئ الأساسية لتوزيع الاختصاصات بين تبليسي وسوخومي» لتيسير المفاوضات بين جورجيا وأبخازيا. وأعربت عن أسفها لعدم إحراز تقدم في مفاوضات الوضع السياسي ورفض أبخازيا مناقشة الوثيقة، داعية الجانبين كذلك إلى التغلب على انعدام الثقة المتبادل بينهما. وقد أُدينت كافة الخروقات لاتفاق 1994 بشأن وقف إطلاق النار والفصل بين القوات . ورحب المجلس أيضا بالهدوء الذي ساد وادي كودوري وتوقيع الطرفين على بروتوكول في 2 نيسان / أبريل 2002. ولوحظت مخاوف السكان المدنيين وطُلب من الجانب الجورجي ضمان سلامة بعثة مراقبي الأمم المتحدة في جورجيا وقوات رابطة الدول المستقلة في الوادي.
وحث القرار الطرفين على تنشيط عملية السلام، بما في ذلك زيادة المشاركة في القضايا المتعلقة باللاجئين والنازحين والتعاون الاقتصادي والمسائل السياسية والأمنية. كما أعاد التأكيد على عدم مقبولية التغيرات الديموغرافية الناتجة عن الصراع. ودُعيت أبخازيا على وجه الخصوص إلى تحسين إنفاذ القانون، ومعالجة الافتقار إلى تعليم المنحدرين من أصل جورجي بلغتهم الأولى، وضمان سلامة اللاجئين العائدين. وكان عنصر الشرطة في بعثة مراقبي الأمم المتحدة في جورجيا في طور الانتشار، ولكن كان هناك قلق من أنه لم ينتشر في منطقة غالي.
ودعا المجلس الطرفين مرة أخرى إلى اتخاذ تدابير لتحديد المسؤولين عن إسقاط طائرة هليكوبتر تابعة للبعثة في تشرين الأول / أكتوبر 2001. وطُلب من كلا الطرفين أيضا أن ينأى بنفسه عن الخطاب العسكري والمظاهرات الداعمة للجماعات المسلحة غير الشرعية، وضمان سلامة موظفي الأمم المتحدة. وعلاوة على ذلك، كانت هناك مخاوف بشأن أمن أفراد البعثة، مع تكرار عمليات القتل والاختطاف لبعثة مراقبي الأمم المتحدة في جورجيا وأفراد حفظ السلام التابعين لرابطة الدول المستقلة، وهو ما أدانه المجلس.

## روابط خارجية
- نص القرار في undocs.org